# Mulinia lateralis
Mulinia lateralis är en musselart som först beskrevs av Thomas Say 1822.  Mulinia lateralis ingår i släktet Mulinia och familjen Mactridae. Inga underarter finns listade i Catalogue of Life.